# Міські мури Кракова

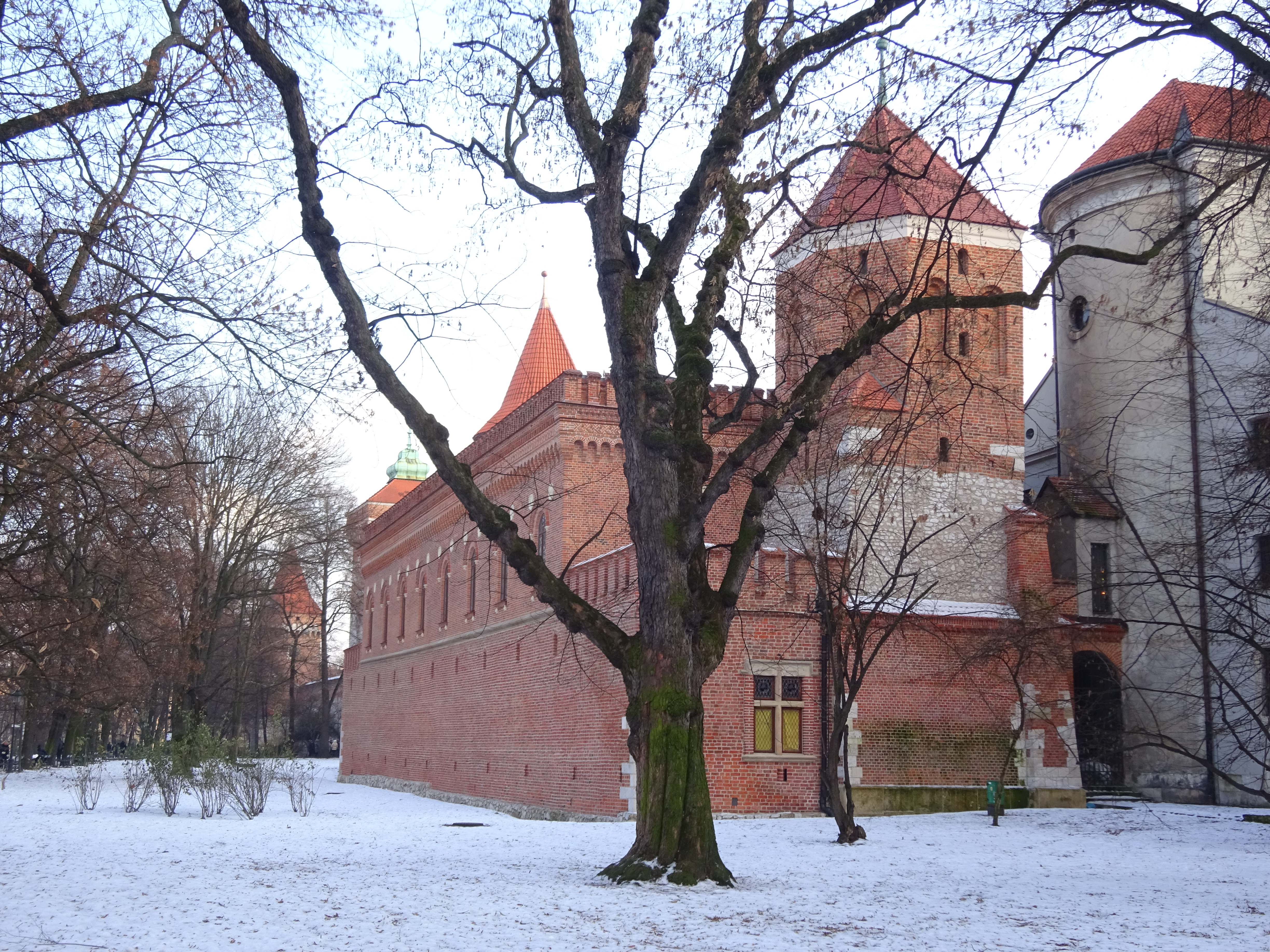
Збережена частина оборонної стіни з вежами та арсеналом. Вид зі сторони Плантів

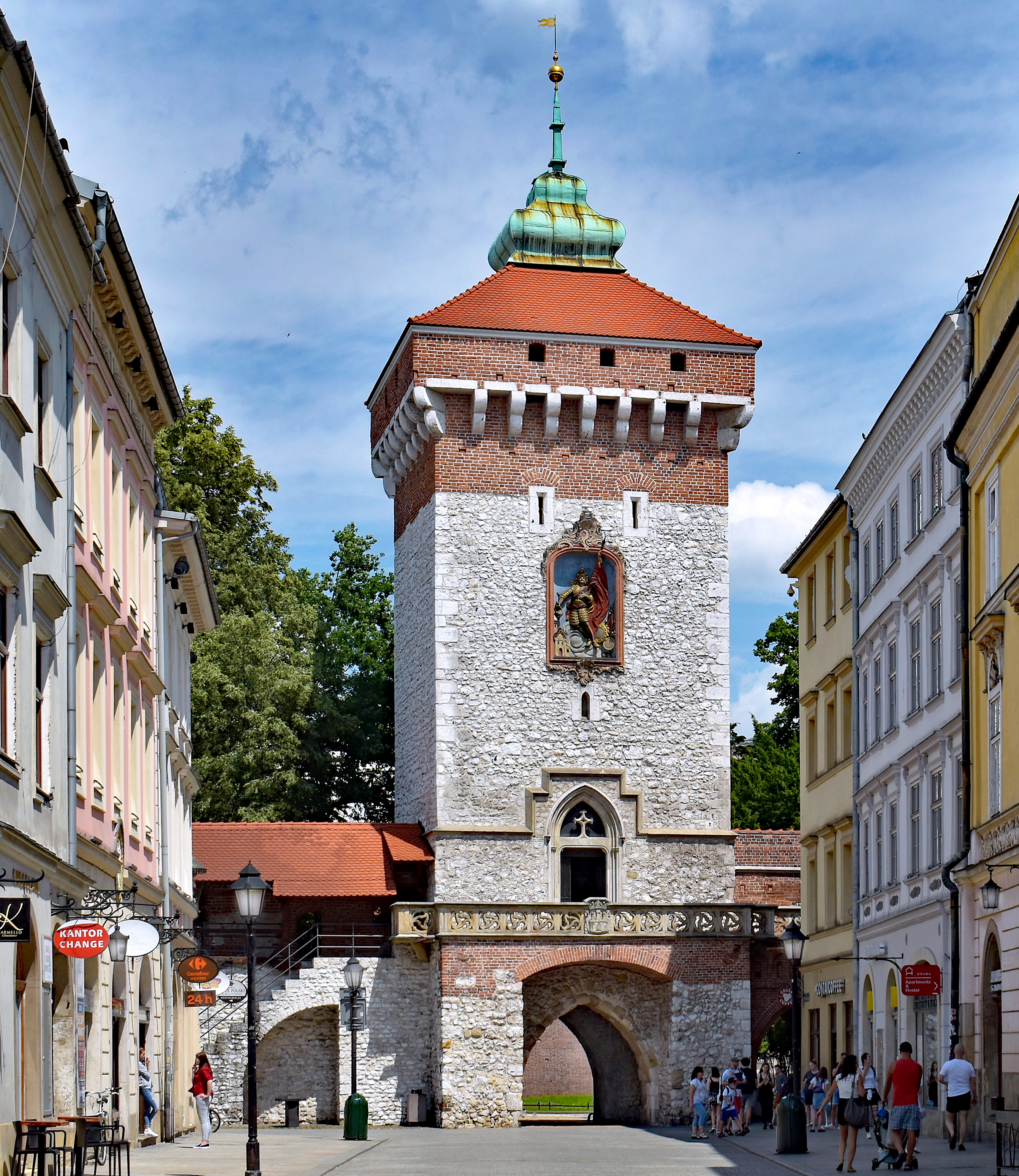
Флоріанська брама

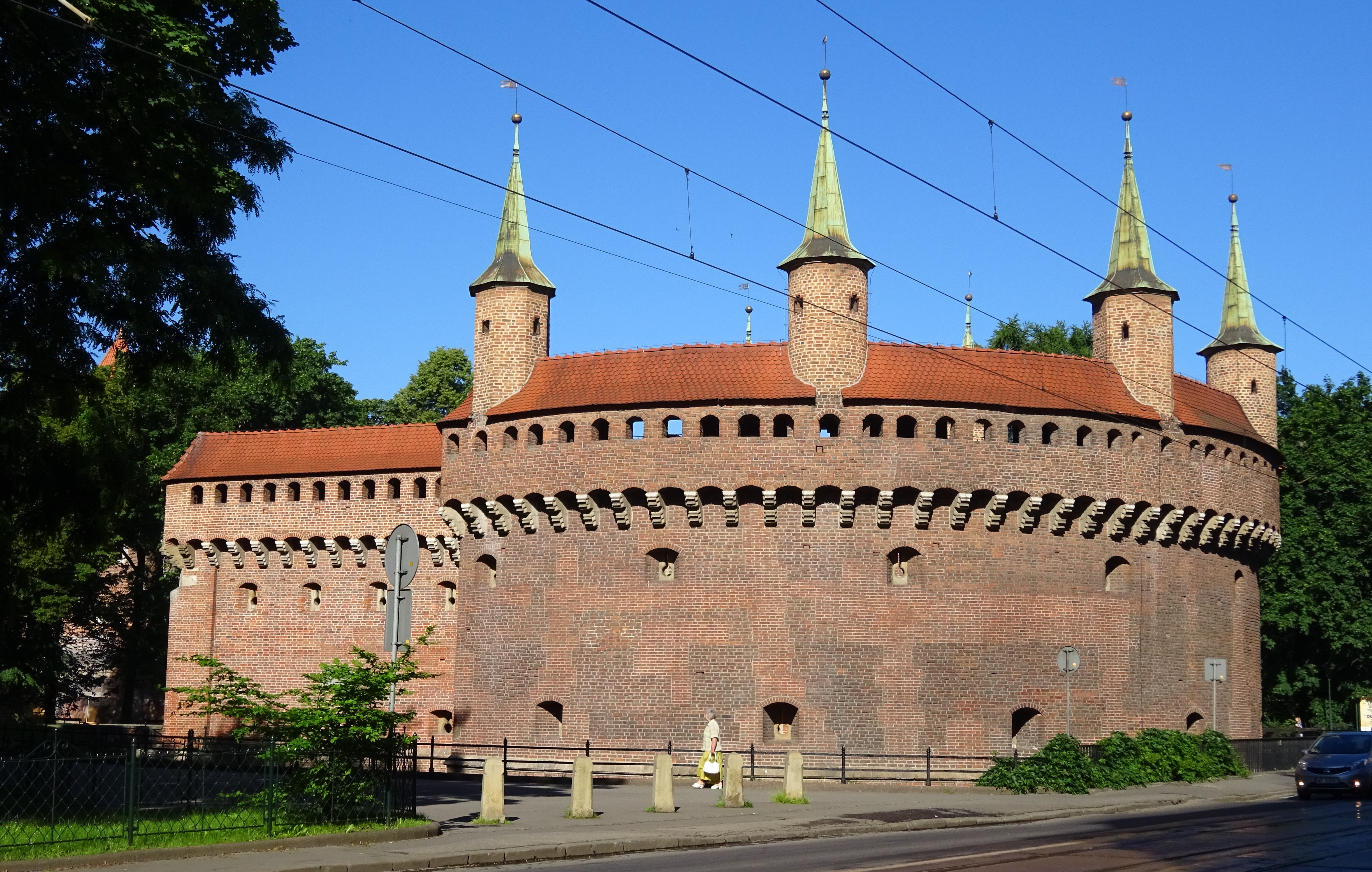
Барбакан

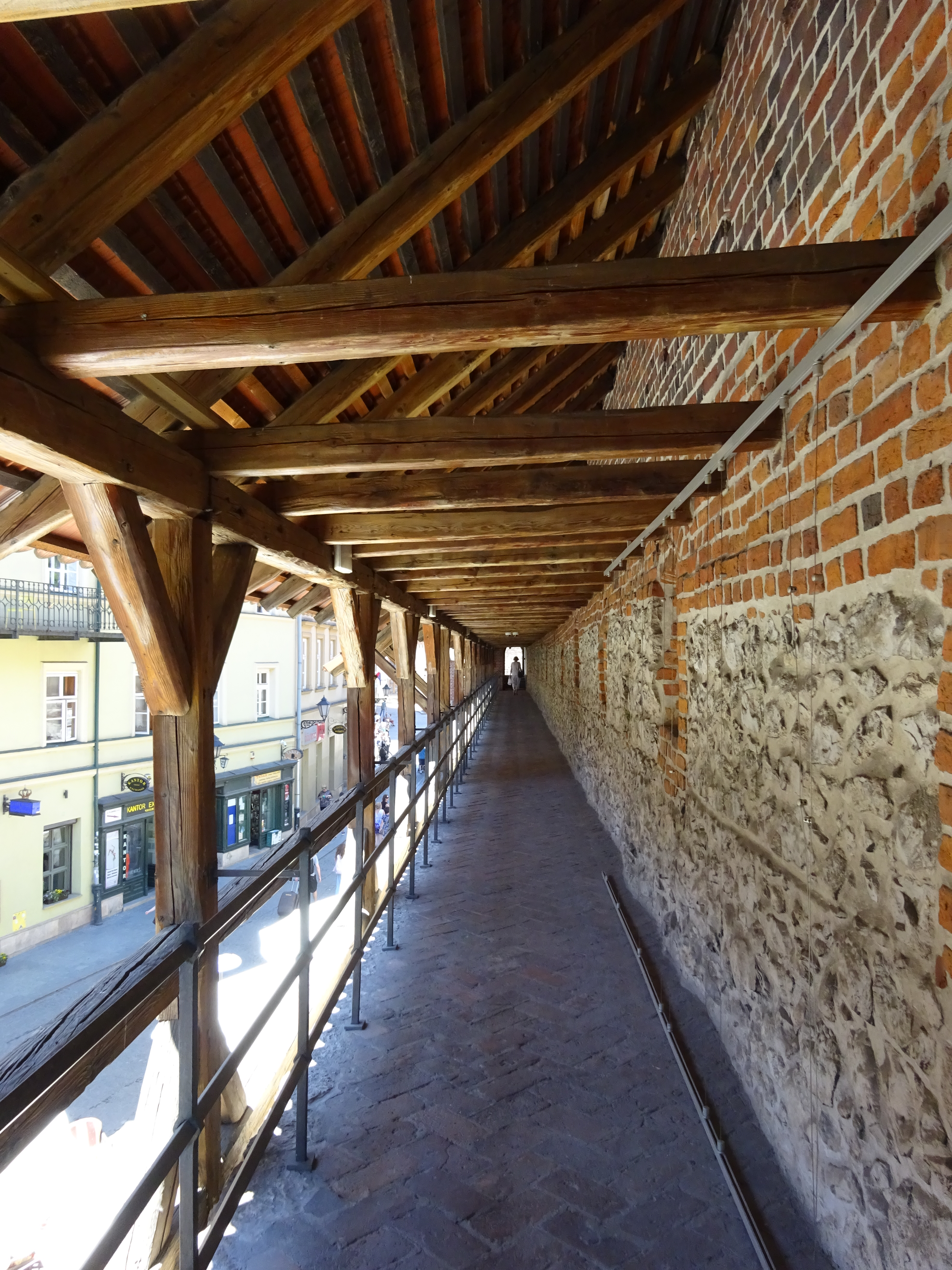
Вартовий ґанок на оборонних мурах між вежею Позументників та Флоріанською брамою

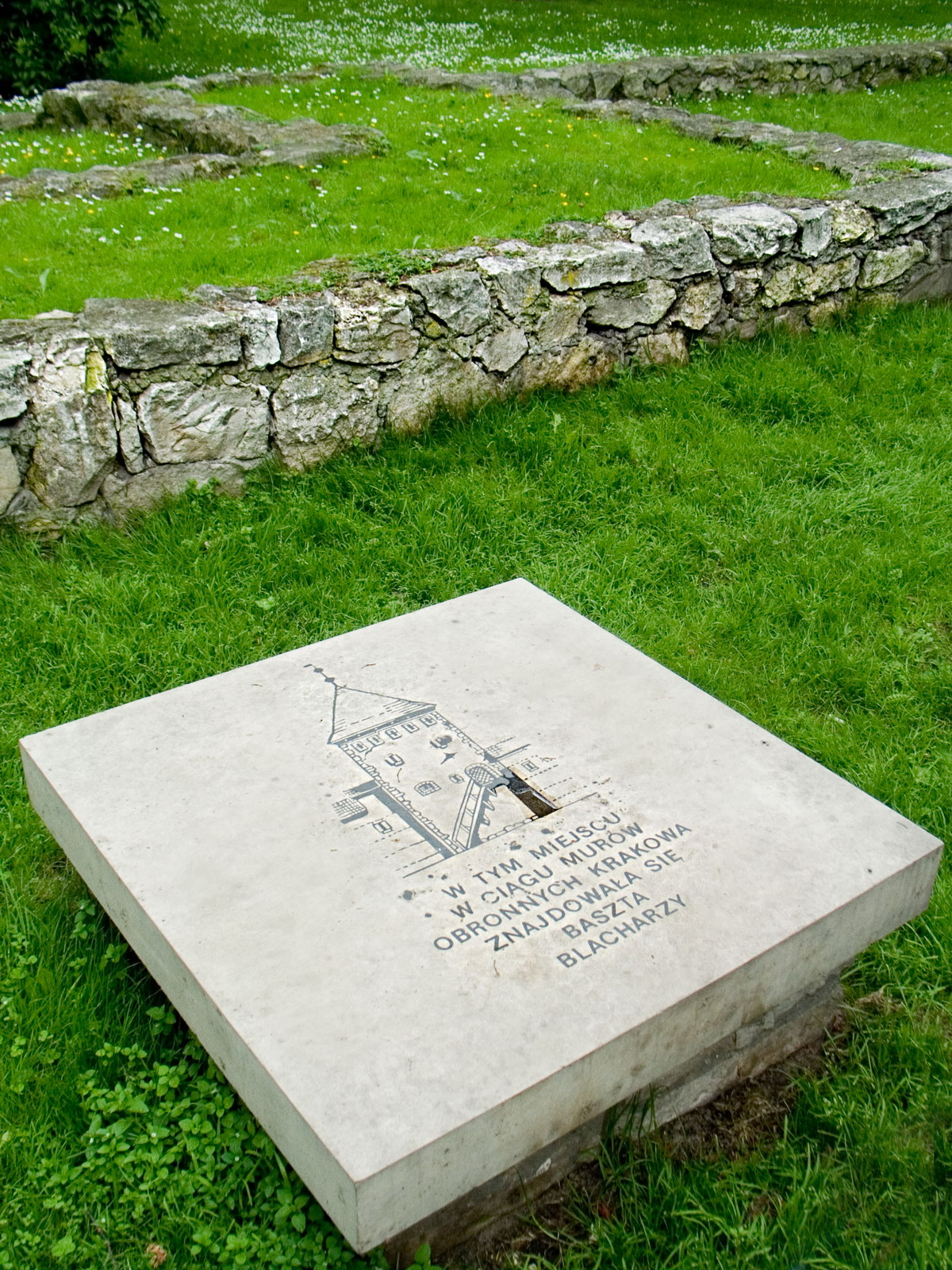
Зруйновані старі вежі та брами позначені табличками та контурним фундаментом

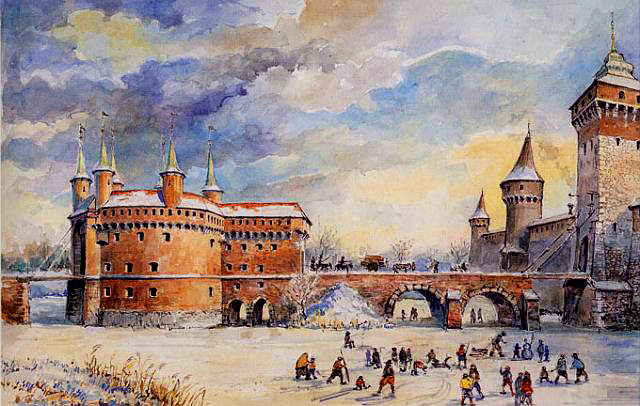
Малюнок мурів 18-19 століття, Барбакан, Флоріанська брама та вежі: Позументників і Корчмарів І

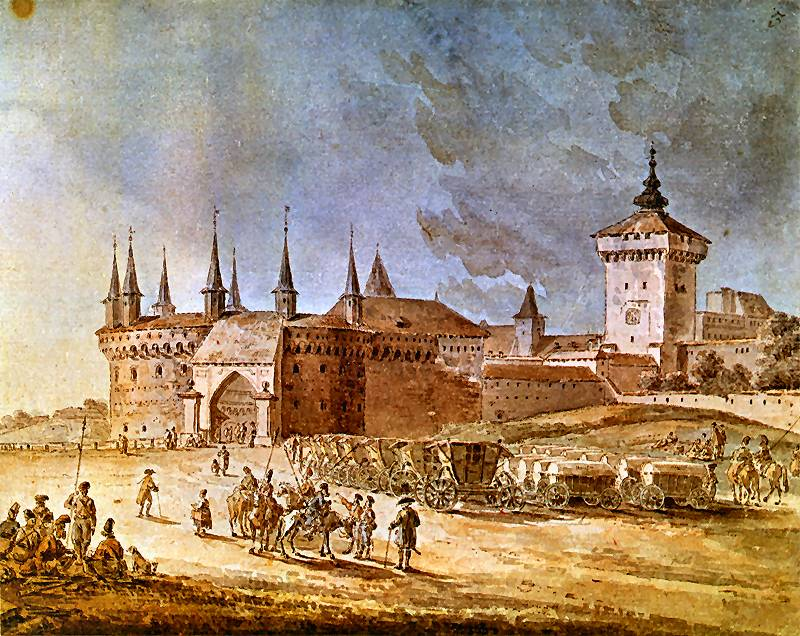
Вид на Барбакан і Флоріанську браму з табором козаків - малюнок 1799 р.

Міські мури в Кракові - низка міських стін з оборонними спорудами (включаючи брами та вежі ), що колись оточували всю територію Кракова (нині район Старе місто ). Станом на сьогодні збереглася тільки невелика частина з усього комплексу вздовж вулиці Піярської.

## Історія

### Будівництво
Ще на початку XIII століття Краків не мав оборонних укріплень, а 1241 року місто було повністю зруйноване татарською навалою. Тільки в 1285 році князь Лешек Чорний дав дозвіл на укріплення міста. Стіни будували з перервами до першої чверті XIV століття. У цей період укріплення набули свого основного вигляду та характеру.
Краківські укріплення складалися з подвійної стіни та рову. Внутрішня стіна з цегли та каменю була висотою 7 метрів і шириною 2,5 метра, а також зміцнена вежами по 10 метрів кожна. Подекуди вона була обладнана дерев'яним заборолом для захисників чи варти. На відстані близько 9 метрів від внутрішньої стіни розміщувалась зовнішня стіна, також відома як вал. Вал був значно нижчим – висотою близько 2 метрів, і призначався для зупинки першої атаки. У XIV столітті місто оточувало 17 веж. Кожною з веж опікувався певний цех майстрів, від чого й походять їхні назви, наприклад: Теслярська, Позументників, Іглярів.
В місто вели 7 брам, ці ворота були обладнані масивними, важкими, дубовими дверима з кутою залізною бороною, тобто величезною решіткою, яка опускалася на спеціальних ланцюгах. В нічний час всі ворота замикалися, вхід в місто був заборонений.
Місто було оточене суцільним ровом ширина якого складала 6-10 метрів, а глибина доходила до 3,5 метра. Вода до рову поступала з вже не існуючої річки Королівська Млинівка.

### Ліквідація
Починаючи з XVII ст. стан оборонних укріплень погіршувався. Руйнівні для міста Шведські потопи посилили занедбаність міських мурів. У 1810–1814 роках за наказом австрійського імператора Франца I рів засипали, а стіни та вежі почали розбирати. Щоб якось їх захистити проф. Фелікс Радванський писав: «Вони захищають від вітрів, що дмуть з Клепажу у бік Маріацького костелу. Недобрі ті вітри, бо сморід і сміття будуть переносити, а ще, будуть безбожно піднімати спідниці матерів і жінок»  . 13 січня 1817 року Радванському вдалося  добитися в сенату Краківської республіки зберегти для нащадків фрагменти середньовічних укріплень. Залишився лише невеликий відтинок мурів Флоріанська брама, Барбакан і три вежі: Теслярська, Столярська та Позументників.  також зберігся контур найдавнішої краківської брами – Різницької, її фрагменти можна побачити в будівлі монастиря на Ґрудку.
У 90-х роках ХХ століття, під час реконструкції парку Планти, на місці  колишніх міських оборонних укріплень було встановлено кам'яні пам'ятні знаки із зображенням веж та назвою кожної з них. Окрім того, контури старих мурів, веж і воріт були промарковані, вимуруваними фундаментами, в тих місцях, де це було можливим. 2007 року на відрізку збережених мурів відкрито туристичний маршрут «Оборонні вали» .

## Об'єкти вздовж мурів

### Брами
- Брами:
  - Флоріанська (Кушнірів)  - 1307, збережена
  - Миколайська - 1312, замінила Різницьку браму
  - Різницька- 1289, в мурах церкви на Ґрудку зберігся контур брами
  - Нова(Пекарів) - 1395
  - Ґродська (Золотарів) - 1298
  - Дольна (на Вавелі)
  - Побічна (хвіртка)
  - Вісляна (Мідників і Слюсарів) - 1310
  - Шевська (Білувальників) - 1313
  - Славковська (Кравців) -1311

### Вежі
На карті вежі позначені цифрами:
1. Позументників (Шмуклярів) – напівкругла, збережена
2. Корчмарів I (Кенша) – шестигранна
3. Корчмарів II (Яструбина; Сторожова II) – напівкругла
4. Порохова II
5. Гребінників
6. Перекупників (Салотопів i Ковбасників) – округла
7. Барханників – округла
8. Шапкарів – чотирикутна
9. Кордобанників
10. Порохова III (Купецька) – округла, найвища в Кракові
11. Пекарська
12. Ковалів – чотирикутна
13. Сідельників – чотирикутна
14. Перстенників – чотирикутна
15. Боднарів – чотирикутна
16. Мулярів і Каменярів – збережені залишки на території Археологічного музею
17. Лимарів – чотирикутна
18. Порохова I – восьмикутна
19. Іглярів – напівкругла
20. Малярів – чотирикутна
21. Солярів
22. Цирульників
23. Хутровиків
24. Калетників (Фарбарів)
25. Бляхарів
26. Рушничників
27. Ножоробів
28. Червоних гарбарів – напівкругла
29. Гончарів – чотирикутна
30. Пасників – напівкругла
31. Палітурників (Стельмахів) – напівкругла
32. Лазників (Крупників i Оселедників) – напівкругла
33. Цеклярів – чотирикутна
34. Катівська – чотирикутна
35. Шевська I – чотирикутна
36. Шевська II – напівкругла
37. Мечників (Миловарів) – напівкругла
38. Теслярів – шестикутна, збережена
39. Столярів (Поворозників) – напівкругла, збережена

Рондлі. Серед істориків немає єдиної думки щодо їх кількості на оборонних стінах Кракова. Імовірно, їх було п'ять.

## Зовнішні посилання
- https://medievalheritage.eu/pl/strona-glowna/zabytki/polska/krakow-miejskie-mury-obronne/
- https://plus.dziennikpolski24.pl/jak-radwanski-wiatrem-zatrzymal-walaca-sie-brame-florianska/ar/c15-16007925